# 上岡良一
上岡 良一（うえおか りょういち、1966年8月11日 - ）は、大阪府出身の元プロ野球選手（投手）。野球解説者。

## 来歴・人物
中学時代は陸上部に所属。桜宮高から野球を始め、1983年の2年夏は大阪府大会決勝で1年生の清原和博・桑田真澄のKKコンビがいたPL学園高校に敗れた。
1985年に高校卒業後、東北福祉大学に進学。桜宮高の前監督伊藤義博が監督に就いていた、仙台六大学野球連盟に加盟している当時大学球界では無名の硬式野球部に入部し、1年春から活躍。
同1985年、1年秋の明治神宮大会（第16回大会）では初戦で先発し、東海大の荻原満と投げ合うが1-2×で惜敗。翌1986年、2年時の大学選手権（第35回大会）では1回戦で3年生古田敦也らの立命館大を5-4（延長11回）で下したものの、2回戦の猪俣隆投手ら擁する法政大に1-7で敗退。翌1987年、3年時の大学選手権準々決勝で山内嘉弘と2年生酒井光次郎両投手擁する近畿大を5-2（延長12回）、準決勝で野村謙二郎や鈴木英之、鈴木望擁する駒澤大を5-1で制し、決勝では志村亮・鈴木哲両投手や大森剛擁する慶応大に2-3で敗れた。明治神宮大会では2番手として登板するも2回戦で優勝した筑波大に敗退した。翌1988年、4年時の大学選手権決勝では3年生となった酒井光次郎擁する近畿大に1-3で敗れ、2年連続準優勝。仙台六大学リーグ通算12勝、防御率0.41。大学時代には、同期に山路哲生（東北福祉大監督）、1学年下に佐々木主浩、大塚光二（元東北福祉大監督、元西武）、2学年下に桜宮高の後輩になる矢野輝弘、3学年下に金本知憲（1浪入学）、浜名千広、斎藤隆などがいた。
1988年、プロ野球ドラフト会議で日本ハムファイターズから4位指名を受け入団。
投法は大きく足を上げて投げる変則のサイドスロー・アンダースロー。プロでは、このダイナミックなフォーム故に制球に苦しみ4年間で一軍で勝ち星を挙げられず、1992年限りで現役を引退した。
ルーキー時、マスコミのインタビューに「〜でおじゃる」と公家風な受け答えをしてしまったことがあり、話題になったことがある。また、先述の投法とあわせてはた山ハッチ（やくみつる）の漫画でネタにされた。
現役引退後は、会社員を経て、母校である東北福祉大学の職員となり、1999年に同校OBで形成される社会人野球のTFUクラブでアマ復帰。
その後は東北楽天ゴールデンイーグルスの東北担当スカウトを務めていたが、2017年末に退団。翌2018年に東北福祉大学へ復帰したが、野球部のコーチには就任せず、母校に限らない形でアマチュア野球の指導に携わるという。加えて、東北放送制作のテレビ・ラジオ中継の解説者として出演している。

## 詳細情報

### 年度別投手成績
| 年 度     | 球 団     | 登 板 | 先 発 | 完 投 | 完 封 | 無 四 球 | 勝 利 | 敗 戦 | セ 丨 ブ | ホ 丨 ル ド | 勝 率 | 打 者 | 投 球 回 | 被 安 打 | 被 本 塁 打 | 与 四 球 | 敬 遠 | 与 死 球 | 奪 三 振 | 暴 投 | ボ 丨 ク | 失 点 | 自 責 点 | 防 御 率 | W H I P |
| --------- | --------- | ----- | ----- | ----- | ----- | -------- | ----- | ----- | -------- | ----------- | ----- | ----- | -------- | -------- | ----------- | -------- | ----- | -------- | -------- | ----- | -------- | ----- | -------- | -------- | ------- |
| 1989      | 日本ハム  | 2     | 0     | 0     | 0     | 0        | 0     | 0     | 0        | --          | ----  | 12    | 2.1      | 4        | 0           | 1        | 0     | 0        | 1        | 0     | 0        | 2     | 2        | 7.71     | 2.14    |
| 通算：1年 | 通算：1年 | 2     | 0     | 0     | 0     | 0        | 0     | 0     | 0        | --          | ----  | 12    | 2.1      | 4        | 0           | 1        | 0     | 0        | 1        | 0     | 0        | 2     | 2        | 7.71     | 2.14    |

### 記録
- 初登板：1989年6月21日、対福岡ダイエーホークス13回戦（東京ドーム）、9回表に5番手で救援登板・完了、1回無失点
- 初奪三振：同上、9回表にウィリー・アップショーから

### 背番号
- 19 （1989年 - 1991年）
- 46 （1992年）